# Ryan Glacier
Ryan Glacier är en glaciär i Sydgeorgien och Sydsandwichöarna (Storbritannien). Den ligger i den nordvästra delen av Sydgeorgien och Sydsandwichöarna. Ryan Glacier ligger 86 meter över havet.
Terrängen runt Ryan Glacier är huvudsakligen kuperad, men norrut är den platt. Havet är nära Ryan Glacier åt nordost.  Trakten runt Ryan Glacier är nära nog obefolkad, med mindre än två invånare per kvadratkilometer. Det finns inga samhällen i närheten. Trakten runt Ryan Glacier består i huvudsak av gräsmarker.